# Roman Skirmunt
Roman Skirmunt, często również: Raman Skirmunt, biał. Раман Скірмунт (ur. 3 kwietnia?/15 kwietnia 1868 w majątku Porzecze na Pińszczyźnie, zm. 7 października 1939 w majątku Porzecze) – ziemianin, białoruski działacz narodowy, premier Białoruskiej Republiki Ludowej, a następnie senator III kadencji w II RP.

## Życiorys
Urodził się w ziemiańskiej rodzinie Aleksandra Skirmunta h. Dąb (1830–1909) i Teofili z Lubańskich (1837–1926). Był bratem Zenona (zm. 1912), Heleny (1870–1943), która wyszła za mąż za ziemianina Bolesława o tym samym nazwisku, Felicji (1873–1950), oraz Teofilii, Wacława, Aleksandra, Bronisławy i Wandy. Jego brat stryjeczny Konstanty Skirmunt w okresie międzywojennym był ministrem spraw zagranicznych.
W 1905 w austriackim Lwowie została wydana książka jego autorstwa, opisująca polityczną i narodową pozycję szlachty na ziemiach b. Wielkiego Księstwa Litewskiego. Należał wówczas do tzw. krajowców, stosunkowo nielicznej grupy polskich inteligentów, którzy pomimo mówienia po polsku czuli się Litwinami. Pragnęli oni połączyć świadomość narodową polską z rodzącą się świadomością narodową białoruską lub litewską. Raman Skirmunt opowiadał się za współpracą Białorusinów, Litwinów i Polaków. Dążył do utworzenia ugrupowania politycznego mogącego to zrealizować. W gazecie „Kurier Litewski” opublikował program partii nazwanej przez niego Krajową Partią Litwy i Rusi. W 1906 został posłem do rosyjskiej Dumy Państwowej I kadencji. Finansował wydawanie białoruskiego pisma „Nasza Niwa”.
W latach 1907–1917 był wiceprezesem Mińskiego Towarzystwa Rolniczego. Jednocześnie w latach 1910–1911 wchodził w skład rosyjskiej Rady Państwa.
Przewodniczył delegacji, która w Piotrogrodzie prowadziła rozmowy z rosyjskim Rządem Tymczasowym w sprawie uzyskania niezawisłości przez Białoruś. W styczniu 1917 utworzył mińskie przedstawicielstwo Białoruskiego Towarzystwa Pomocy Ofiarom Wojny. 25 marca tego samego roku stanął na czele konserwatywnego Białoruskiego Komitetu Narodowego, pełniąc tę funkcję do 12 lipca.
Podczas niemieckiej okupacji ziem białoruskich współtworzył i został członkiem Mińskiego Przedstawicielstwa Białoruskiego. Współorganizował I Zjazd Wszechbiałoruski w Mińsku, a następnie został drugim przewodniczącym Komitetu Wykonawczego (luty-marzec 1918). Po rozpędzeniu Kongresu przez bolszewików powrócił do rodzinnego majątku. W kwietniu 1918 wszedł w skład Rady Białoruskiej Republiki Ludowej. W lipcu tego roku został drugim premierem Białoruskiej Republiki Ludowej. Władzę sprawował przez 2 miesiące. Początkowo był rzecznikiem oparcia białoruskich dążeń narodowych o pomoc niemiecką, zaś w trakcie wojny polsko-bolszewickiej stanął po stronie Polaków.
W 1919 współtworzył Towarzystwo Polsko-Białoruskie w Warszawie. W późniejszym okresie zajął się zarządzaniem rodzinnym majątkiem. Wspierał wydawnictwa białoruskie, w tym gazetę „Naša Niva”. W latach 1930–1935 był senatorem RP.
Po najeździe sowieckim na Polskę został zamordowany 7 października 1939 w rodzinnym majątku w Porzeczu wraz ze szwagrem Bolesławem przez zrewoltowane chłopstwo (formalnie został skazany na karę śmierci). Pochowany został w pałacowym parku. W sąsiednim majątku Mołodowo zamordowano również jego innych krewnych.

## Ordery i odznaczenia
- Krzyż Komandorski Orderu Odrodzenia Polski (7 listopada 1925)[2]